# Oak Park Heights (Minnesota)
Oak Park Heights es una ciudad ubicada en el condado de Washington en el estado estadounidense de Minnesota. En el Censo de 2010 tenía una población de 4339 habitantes y una densidad poblacional de 552,9 personas por km².

## Geografía
Oak Park Heights se encuentra ubicada en las coordenadas 45°2′2″N 92°48′47″O / 45.03389, -92.81306. Según la Oficina del Censo de los Estados Unidos, Oak Park Heights tiene una superficie total de 7.85 km², de la cual 7.73 km² corresponden a tierra firme y (1.52%) 0.12 km² es agua.

## Demografía
Según el censo de 2010, había 4339 personas residiendo en Oak Park Heights. La densidad de población era de 552,9 hab./km². De los 4339 habitantes, Oak Park Heights estaba compuesto por el 89.81% blancos, el 4.54% eran afroamericanos, el 1.57% eran amerindios, el 1.98% eran asiáticos, el 0.02% eran isleños del Pacífico, el 0.53% eran de otras razas y el 1.54% pertenecían a dos o más razas. Del total de la población el 3% eran hispanos o latinos de cualquier raza.